# Vallathol Narayana Menon
Vallathol Narayana Menon (Chenara, Distrito de Malappuram, Kerala, 16 de octubre de 1878 - Kerala, 13 de marzo de 1958), honoríficamente conocido como Mahakavi, fue un reformista social, poeta, novelista, escritor y traductor del idioma malayalam, de nacionalidad india. Conocido por sus docenas de obras tales como Sahitya Manjari y Chitrayogam, entre otras, se convirtió en una de las más destacadas figuras literarias en el lenguaje malayalam.

## Vida personal
Vallathol nació en Chenara, Tirur, cerca de Ponnani, en el Distrito de Malappuram, Kerala, India. Hijo de Kadungotte Mallisseri Damodaran Elayathu y Kuttipparu Amma. Él no recibió ningún tipo de educación formal, sino que estudió el idioma sánscrito, primero bajo el erudito Variyam Parambil Kunjan Nair y luego bajo su propio tío el médico Ramunni Menon, quien lo introdujo en el mundo de la poesía sánscrita. Ramunni Menon también le enseñó el Ashtanga hridayam, un procedimiento de curación médica, por lo que Vallathol pronto comenzó a ayudar a su tío en sus prácticas médicas. Años más tarde pidió a Parakkulam Subrahmanya Sastri y Kaikkulangara Rama Variar que le enseñasen filosofía y lógica. En noviembre de 1901, se casó con Vanneri Chittazhiveettil Madhavi Amma —de tal matrimonio nacieron: 4 hijos y 4 hijas— y se mudó a Thrissur. Trabajó como gerente en la Kalpadrumam Press de 1905 a 1910. Durante este período, su oído comenzó a deteriorarse. Desde 1915 comenzó a trabajar en el periódico Keralodayam y más tarde se unió Atma Poshini, una revista publicada por el ayuntamiento de Thrissur. Finalmente, falleció el 13 de marzo de 1958 en Kerala.

## Poesía
Comenzó a escribir poemas desde los doce años de edad. Kiratha Satakam y Vyasavataram fueros sus primeras obras publicadas. Ganó el premio de poesía de la revista Bhashaposhini en 1894. Sus poemas comenzaron a aparecer en las revistas Bhashaposhini, Kerala Sanchari y Vijnana Chintamani. Su primera aventura literaria mayor fue una traducción del Ramayana de Valmiki al malayalam, obra que comenzó en 1905 y le tomó dos años en completar. A diferencia de algunos de sus contemporáneos, Vallathol no tenía ningún conocimiento del idioma inglés. Obtuvo el título de Mahakavi después de la publicación del mahakavya Chitrayogam en 1913. Chitrayogam se ajustaba a todos los principios de un mahakavya tradicional y estaba dividido en 18 sargas. La historia de Chandrasena y Taravali, tomada del Kathá-sarit-ságara, fue el tema de su obra poética. Vallathol retrató la protesta de Párvati contra Shivá en la obra Gangapati (1913) y a Usha desafiando a su padre por el bien de su amor en Bandhanasthanaya Anirudhan (1914). En 1917, el primer volumen de su obra de once volúmenes Sahitya Manjari fue publicado. Estos volúmenes, publicados desde 1917 a 1970, contienen sus poemas románticos cortos recopilados que tratan de una variedad de temas. Muchos de estos poemas aparecieron primero en la revista Kavanakaumudi de P. V. Krishna Variar. Su khanda kaviá sobre María Magdalena titulado Magdalana Mariam allanó el camino para una nueva tradición en el simbolismo cristiano en malayalam. Los propios esfuerzos del poeta con la sordera que tuvo desde sus veinte años se representan en la obra Badhiravilapam. Otros poemas cortos celebrados de Vallathol incluyen Sishyanum Makanum, Virasinkala, Achanum Makalum, Divaswapnam y Ente Gurukulam.
Además de temas de la naturaleza y las vidas de gente ordinaria, la oposición de Vallathol a las indignidades del sistema de castas y las injusticias sufridas por los pobres forman los temas de muchos de sus poemas. Él es considerado también como el más grande poeta nacionalista del idioma. Fue considerado por unos como uno del triunvirato de poetas del moderno malayalam, junto con Kumaran Asan y Ulloor S. Parameswara Iyer. El crítico literario K. M. George ha mencionado que, junto con Kumaran Asan, Vallathol fue "responsable de traer un cambio revolucionario en la poesía malayalam en los años 1920. Asan se concentró en temas sociales y Vallathol luchó por el movimiento nacional; ambos hicieron contribuciones muy significativas al khandkaviá, es decir: el poema corto de tipo lírico".
Fue reconocido con el título Padma Bhushan, el tercer mayor premio civil de la India, en 1954.

## Kathakali
A Vallathol se le acredita el haber revitalizado la tradicional forma de danza keralite conocida como kathakali. Él tuvo un papel prominente en el establecimiento del Kerala Kalamandalam en Cheruthuruthi, cerca de la orilla del río Bharathapuzha. El resurgimiento del arte del kathakali en el moderno Kerala fue debido principalmente a los esfuerzos de Vallathol y el Kerala Kalamandalam. Él estimuló el interés del mundo en este arte durante sus giras entre 1950 y 1953.

## La implicación en el movimiento nacionalista
Vallathol es considerado como el más grande poeta nacionalista de la lengua malayalam. Participó activamente en el movimiento nacionalista indio. Asistió a las todas las conferencias del Congreso Nacional Indio entre 1922 y 1927, y rechazó una condecoración real concedida por el Príncipe de Gales Eduardo VIII en su visita a la India en 1922. Vallathol fue un gran admirador de Mahatma Gandhi y escribió el poema Ente Gurunathan (traducible al español como:«Mi gran maestro») en donde lo elogiaba. Al mismo tiempo, se sintió atraído por la ideología comunista y escribió poemas que elogian los logros de la Unión Soviética. Adicionalmente, escribió varios poemas patrióticos que aluden al Movimiento Nacional Indio.

## Obra
| - Abhivadyam - Achanum Makalum - Allah - Badhiravilapam - Bandhanasthanaya Anirudhan - Bapuji - Bhaval Sthotramala - Chitrayogam - Dandakaranyam - Divaswapnam - Ente Gurunathan - Indiayude Karachil - Kavya Manjusha - Kochu Seetha - Magdalana Mariam | - Naagila - Oru Kunju Athava Rugminiyude Pashchathapam - Onapputava - Oushadhaharanam - Patmadalam - Paralokam - Randaksharam - Rakshasakrithyam Kilippattu - Ritu Vilasam - Russiayil - Saranamayyappa - Sishyanum Makanum - Sahitya Manjari - Sthree | - Vallathol Sudha - Vallatholinte Khandakavyangal - Vallatholinte Padyakrithikal - Vilasa Lathika - Vishukkani - Veera Sringala - Arogya Chinthamani - Garbha Chikitsakramam - Granthaviharam - Prasanga Vediyil - Vallatholinte Granthaniroopanangalum Prasangalum - Vallathol Kathukal - Vallathol Samagrapatanam |

- Fuente: Portal de la Academia Sahitya.[1]

Nota
- Sahitya Manjari contó con once volúmenes, mientras que Vallathol Sudha con dos.